# نشيد جمهورية التشيك الوطني
أين هو وطني (بالتشيكية: Kde domov můj)‏ هو النشيد الوطني لجمهورية التشيك، وهو من تأليف الملحن فرانتشيك شكروب وتأليف الكاتب المسرحي يوسيف كايتان تيل.
كتبت القطعة كجزء من الموسيقى العرضية للمسرحية الكوميدية Fidlovačka aneb Žádný hněv a dádná rvačka (فيدلوفاتشكا، أو لا غضب ولا عراك). وغناها كاريل ستراكاتو أول مرة في مسرح إستيتس في براغ في 21 ديسمبر 1834. تتكون الأغنية الأصلية من مقطعين. قيل أن الكاتب تيل لم يرد وضع الأغنية في المسرحية، إذ لم يكن مقتنعا بجودتها، ولكن سرعان ما أصبحت شائعة جدًا بين التشيك وتم قبولها كنشيد غير رسمي للأمة التي تسعى إلى إحياء هويتها ضمن ملكية هابسبورغ.
بعد فترة وجيزة من تشكيل دولة تشيكوسلوفاكيا في عام 1918، أصبح الجزء الأول من الأغنية هو الجزء التشيكي من النشيد الوطني، يليه الجزء الأول من الأغنية السلوفاكية Nad Tatrou sa blýska. عكست الأغنيتان مخاوف الدولتين في القرن التاسع عشر  عندما واجهتا النشاط الوطني العرقي المتزايد من الألمان والمجريين في ملك هابسبورغ. وبسبب التنوع اللغوي والعرقي للجمهورية الأولى، تم وضع ترجمات رسمية إلى اللغة امجرية والألمانية أيضًا.[بحاجة لرقم الصفحة]
تم تقسيم النشيد التشيكوسلوفاكي مع انقسام تشيكوسلوفاكيا في عام 1993. مددت سلوفاكيا نشيدها بإضافة جزء ثاني، تم اعتماد النشيد الوطني لجمهورية التشيك غير المستغل في نسخته ذات الجزء الوحيد.
في عام 1882، استخدم أنطونين دفورجاك أغنية Kde domov můj؟ في موسيقاه العرضية لمسرحية فرانتيشيك فرديناند شامبرك عن سيرة يوسف كايتان تيل. غالباً ما يتم عزف اللحن بشكل منفصل كعمل موسيقي بعنوان Domov můj (وطني).